# Lauren Pritchard
Lauren Pritchard (* 17. Juni 1977 in Orlando, Florida) ist eine US-amerikanische Schauspielerin, Drehbuchautorin und Komikerin.

## Leben
Pritchard wurde am 17. Juni 1977 in Orlando geboren. Ab ihrem zweiten bis zu ihrem zwanzigsten Lebensjahr war sie als Balletttänzerin tätig. Sie tourte unter anderen mit dem Stück Der Nussknacker und sprach für ABT und das Miami Ballet Theatre vor. Pritchard begann 1991 in Orlando Improvisationsunterricht am SAK-Theater zu nehmen. Ab 1995 trat sie in der Equity-Shows bei EPCOT von Disney auf. Im Jahr 2002 trat sie der ComedySportz Los Angeles bei. Dort leitet sie die Improvisationabteilung sowie das Sonntagsteam der Organisation.
Ab Mitte der 2000er Jahre folgten für Pritchard erste Fernsehrollen als Episodendarstellerin unter anderen in Strong Medicine: Zwei Ärztinnen wie Feuer und Eis und Girlfriends. 2008 schloss sie sich dem Comedy-Format MADtv an und wirkte bis einschließlich 2019 in mehreren Episoden mit. Wiederkehrende Serienrollen hatte sie in dieser Zeit auch in The Sarah Silverman Program. und True Blood inne. Von 2015 bis 2016 verkörperte sie die Rolle der Janice McManus in der Fernsehserie Gamer’s Guide für so ziemlich alles und anschließend bis 2018 die wiederkehrende Rolle der Bethany Peters in der Fernsehserie Mittendrin und kein Entkommen. Verschiedene Rollen mimte sie später in den Comedyserien Live from the 8th Dimension und Show Offs.
2020 stellte sie im Katastrophenfernsehfilm Collision Earth – Game Over die kleinere Rolle der Meredith dar. Sie blieb dem Produktionsstudio The Asylum auch anschließend als Drehbuchautorin erhalten und schrieb die Drehbücher für die Filmproduktionen Robot Apocalypse und Planet Dune im Jahr 2021, Moon Crash und 4 Horsemen: Apocalypse – Das Ende ist gekommen im Jahr 2022 sowie Doomsday Meteor und Methgator im Jahr 2023.

## Filmografie (Auswahl)

### Schauspiel
- 2004: Strong Medicine: Zwei Ärztinnen wie Feuer und Eis (Strong Medicine, Fernsehserie, Episode 5x07)
- 2005: Girlfriends (Fernsehserie, Episode 5x15)
- 2005: Taco! (Kurzfilm)
- 2006: My Husband the Pegasus (Kurzfilm)
- 2006: Fire Guys (Miniserie, 3 Episoden)
- 2007–2008: The Sarah Silverman Program. (Fernsehserie, 2 Episoden)
- 2008–2009: MADtv (Fernsehserie, 12 Episoden)
- 2009: Octokids (Kurzfilm; Sprechrolle)
- 2009–2011: True Blood (Fernsehserie, 2 Episoden)
- 2010: Die Ideen-Meister (Imagination Movers, Fernsehserie, Episode 2x17)
- 2012: How I Met Your Mother (Fernsehserie, Episode 7x18)
- 2012: Vegas (Fernsehserie, Episode 1x02)
- 2013: The Thrilling Adventure Hour: Beyond Belief (Podcastserie, Episode 2x10)
- 2013: Modern Family (Fernsehserie, Episode 5x01)
- 2013: Parenthood (Fernsehserie, Episode 5x03)
- 2013–2014: Jessie (Fernsehserie, 3 Episoden)
- 2014: The Crazy Ones (Fernsehserie, Episode 1x18)
- 2014: HOA Lady (Kurzfilm)
- 2014: Winners (Fernsehserie, 8 Episoden)
- 2014: Masters of Sex (Fernsehserie, Episode 2x01)
- 2014: Carseat Stories (Fernsehserie)
- 2015–2016: Gamer’s Guide für so ziemlich alles (Gamer's Guide to Pretty Much Everything, Fernsehserie, 12 Episoden)
- 2016: The Clarks (Fernsehserie)
- 2016: Kill Me Now (Kurzfilm)
- 2016: Oak Park (Fernsehfilm)
- 2016: Married by Christmas (Fernsehfilm)
- 2016–2018: Mittendrin und kein Entkommen (Stuck in the Middle, Fernsehserie, 10 Episoden)
- 2017: Sugar Babies (Barely Legal Comedy) (Miniserie, Episode 1x05)
- 2019: RelationFixTM (Fernsehserie, Episode 2x02)
- 2019: 9-1-1 (Fernsehserie, Episode 3x08)
- 2019–2020: Live from the 8th Dimension (Fernsehserie, 8 Episoden)
- 2019–2020: Show Offs (Fernsehserie, 5 Episoden)
- 2020: Collision Earth – Game Over (Collision Earth, Fernsehfilm)
- 2020: Apocalypse Goals (Fernsehserie, Episode 2x12)
- 2021: Sydney to the Max (Fernsehserie, Episode 3x12)

### Drehbuch
- 2021: Robot Apocalypse
- 2021: Planet Dune
- 2022: Moon Crash
- 2022: 4 Horsemen: Apocalypse – Das Ende ist gekommen (4 Horsemen: Apocalypse)
- 2023: Doomsday Meteor
- 2023: Methgator